# Essex County (New Jersey)
Essex County is een county in de Amerikaanse staat New Jersey.
De county heeft een landoppervlakte van 327 km² en telt 793.633 inwoners (volkstelling 2000). De hoofdplaats is Newark.

## Bevolkingsontwikkeling

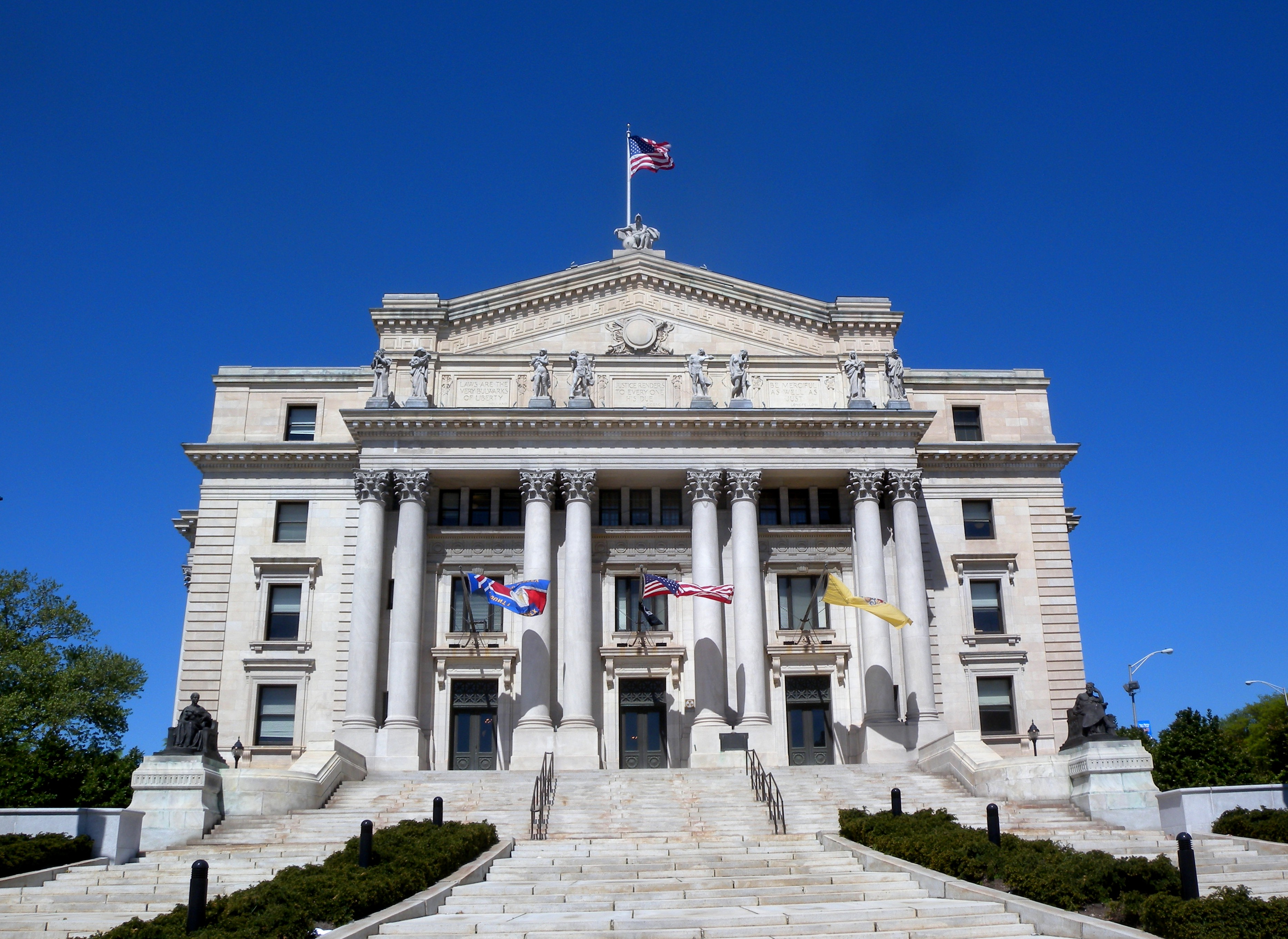
Essex County Courthouse

Atlantic · Bergen · Burlington · Camden · Cape May · Cumberland · Essex · Gloucester · Hudson · Hunterdon · Mercer · Middlesex · Monmouth · Morris · Ocean · Passaic · Salem · Somerset · Sussex · Union · Warren